# Буттвіль (Ааргау)
Буттвіль (нім. Buttwil) — громада  в Швейцарії в кантоні Ааргау, округ Мурі.

## Географія
Громада розташована на відстані близько 75 км на північний схід від Берна, 25 км на південний схід від Аарау.
Буттвіль має площу 4,6 км², з яких на 12,3% дозволяється будівництво (житлове та будівництво доріг), 64,3% використовуються в сільськогосподарських цілях, 23,5% зайнято лісами, 0% не є продуктивними (річки, льодовики або гори).

## Демографія
2019 року в громаді мешкало 1240 осіб (+6,8% порівняно з 2010 роком), іноземців було 12,3%. Густота населення становила 271 осіб/км².
За віковим діапазоном населення розподілялося таким чином: 23,4% — особи молодші 20 років, 60,2% — особи у віці 20—64 років, 16,4% — особи у віці 65 років та старші. Було 485 помешкань (у середньому 2,5 особи в помешканні).
Із загальної кількості 220 працюючих 30 було зайнятих в первинному секторі, 41 — в обробній промисловості, 149 — в галузі послуг.